# Neoscona odites
Neoscona odites là một loài nhện trong họ Araneidae.
Loài này thuộc chi Neoscona. Neoscona odites được Eugène Simon miêu tả năm 1906.